# Општина Велика Теремија
Општина Велика Теремија (рум. Teremia Mare) је сеоска општина у округу Тимиш у западној Румунији.

## Природни услови
Општина Велика Теремија се налази у источном, румунском Банату и гранична је са подручјем Србије, удаљена свега 8 километара од Кикинде. Општина је равничарског карактера.

## Становништво и насеља
Општина Велика Теремија имала је према последњем попису 2002. године 4.148 становника, од чега Румуни чине преко 85%.
Општина се састоји из 3 насеља:
- Велика Теремија - седиште општине
- Дуго Село
- Мала Теремија